# Mahadevtar
Mahadevtar (en népalais : महादेवटार) est un comité de développement villageois du Népal situé dans le district de Kavrepalanchok. Au recensement de 2011, il comptait 2 083 habitants.